# 纳瓦隆吉利亚
纳瓦隆吉利亚，是西班牙卡斯蒂利亚-莱昂阿维拉省的一个市镇。 总面积91km2, 总人口422人（2001年），人口密度5人/km2。